# John Scudamore, I visconte Scudamore
John Scudamore, primo visconte Scudamore, (22 marzo 1601 – 19 maggio 1671) è stato un politico e diplomatico inglese che sedette alla Camera dei comuni in diverse occasioni tra il 1621 e il 1629. Nel 1628 fu nominato visconte Scudamore dalla nobiltà irlandese.

## Primi anni di vita
Scudamore era il figlio maggiore di Sir James Scudamore, di Holme Lacy, Herefordshire, e Mary Scudamore, figlia di Sir Thomas Throckmorton. L'8 Novembre 1616 si iscrisse al Magdalen College di Oxford e venne ammesso al Middle Temple nel 1617. Dal novembre 1618 viaggiò in Francia e tornò l'anno successivo dopo la morte del padre. Suo nonno Sir John Scudamore ottenne per lui il titolo di baronetto il 1 giugno 1620, dandogli la precedenza a livello locale per tre anni.
Suo fratello minore fu Barnabas Scudamore, comandante della Guerra Civile. Barnabas guidò le forze realiste alla vittoria nella difesa di Hereford nel 1645.

## Carriera
Nel 1621 Scudamore venne eletto membro del Parlamento dell'Herefordshire. Venne anche nominato giudice di pace nel 1622. Nello stesso anno strinse una forte amicizia con William Laud (in seguito arcivescovo di Canterbury) condividendone le opinioni religiose. A dimostrazione della sua fede restaurò la chiesa di Abbey Dore chiamata Dore Abbey, una ex abbazia cistercense, i cui possedimenti erano passati alla sua famiglia durante dissoluzione dei monasteri in Inghilterra. Il restauro della chiesa venne eseguito completamente riproducendo lo stile laudiano. Scudamore ha restaurato anche altre chiese dotandone alcune di decime improprie. John Scudamore succedette al nonno nella tenuta di famiglia nel 1623. Fu uno dei Consiglieri delle Marche del 25 agosto 1623. Nel 1624 fu rieletto deputato per l'Herefordshire. Fu nominato barone Dromore e visconte Scudamore nella nobiltà d'Irlanda il 1 luglio 1628. Sempre nel 1628 fu eletto deputato per Hereford e rimase in carica fino al 1629, quando re Carlo decise di governare senza parlamento per undici anni.
Dal 1635 al 1639 Scudamore fu ambasciatore in Francia dove suscitò polemiche per aver adornato la cappella dell'ambasciata in stile laudiano. Tuttavia, il conte di Leicester, fermamente protestante, fu nominato ambasciatore straordinario per controllare le azioni di John Scudamore, con il risultato che i due non riuscirono a mettersi d'accordo sulla politica.
Al suo rientro in Inghilterra il Visconte Scudamore non fu particolarmente attivo e anche la sua partecipazione alla guerra civile inglese fu limitata. Come uno dei "Nove Degni" Scudamore era uno dei nove giudici che formavano la leadership monarchica nell'Herefordshire durante l'estate del 1642. Gli altri "degni" erano Sir William Croft, Wallop Brabazon, Thomas Wigmore di Shobden, Thomas Price di Wisterdon, William Smallmann, Henry Lingen, William Rudhall e Fitzwilliam Coningsby. A causa della sua rivalità con Coningsby per il controllo dell'Herefordshire, Hereford si arrese a una piccola forza parlamentare nel 1643. Scudamore venne quindi giudicato colpevole, e fu mandato a Londra dove fu messo agli arresti domiciliari fino al 1647. Dopo la restaurazione della monarchia inglese, venne liberato e riprese i vari incarichi locali.

## Eredità
Nel 1615, Scudamore sposò Elizabeth Porter, figlia di Sir Arthur Porter di Llanthony Secunda e Ann Danvers. Per commemorare il matrimonio venne commissionato un dipinto al pittore fiammingo Marcus Gheeraerts il giovane.
Scudamore morì all'età di 70 anni. Suo figlio, James Scudamore (morto nel 1668), gli morì prima. Gli successe nei suoi titoli il nipote, John Scudamore.